# Sebastes melanosema
Sebastes melanosema és una espècie de peix pertanyent a la família dels sebàstids i a l'ordre dels escorpeniformes.

## Descripció
Fa 20 cm de llargària màxima. Presenta petites espines al costat del musell (per damunt de la mandíbula inferior i per sota de la part frontal dels ulls). És de color vermell amb taques més clares al dors. Membranes de les aletes dorsal i anal de color vermell amb taques negres. Membranes de l'aleta dorsal espinoses i amb la vora negra. Membranes de l'aleta caudal vermelles. Membrana de les aletes pectorals amb la part central negra o vermella. Peritoneu negre. La forma entre els ulls és còncava. Les espines lacrimals apuntant cap endavant. La segona espina anal és més allargada que la tercera.

## Reproducció
És de fecundació interna i vivípar.

## Alimentació
El seu nivell tròfic és de 3,19.

## Hàbitat i distribució geogràfica
És un peix marí, demersal (entre 137 i 183 m de fondària) i de clima subtropical, el qual viu al Pacífic oriental central: els fons escarpats des del sud de Califòrnia (els Estats Units) fins a les costes centrals de Baixa Califòrnia (Mèxic), incloent-hi el corrent de Califòrnia.

## Observacions
És inofensiu per als humans i el seu índex de vulnerabilitat és moderat (35 de 100).